# GAZ-42
Der GAZ-42 (russisch ГАЗ-42) war ein leichter Lkw, der vom Gorkowski Awtomobilny Sawod (GAZ) in den Jahren 1939–1946 produziert wurde. Er wurde auf Basis des GAZ-AA konzipiert, die in Serie gefertigten Fahrzeuge entsprachen bis auf den Antrieb jedoch schon dem Nachfolger, dem GAZ-MM. Der Lastwagen wurde nicht mit Benzin, sondern mit Holzgas angetrieben.

## Fahrzeuggeschichte

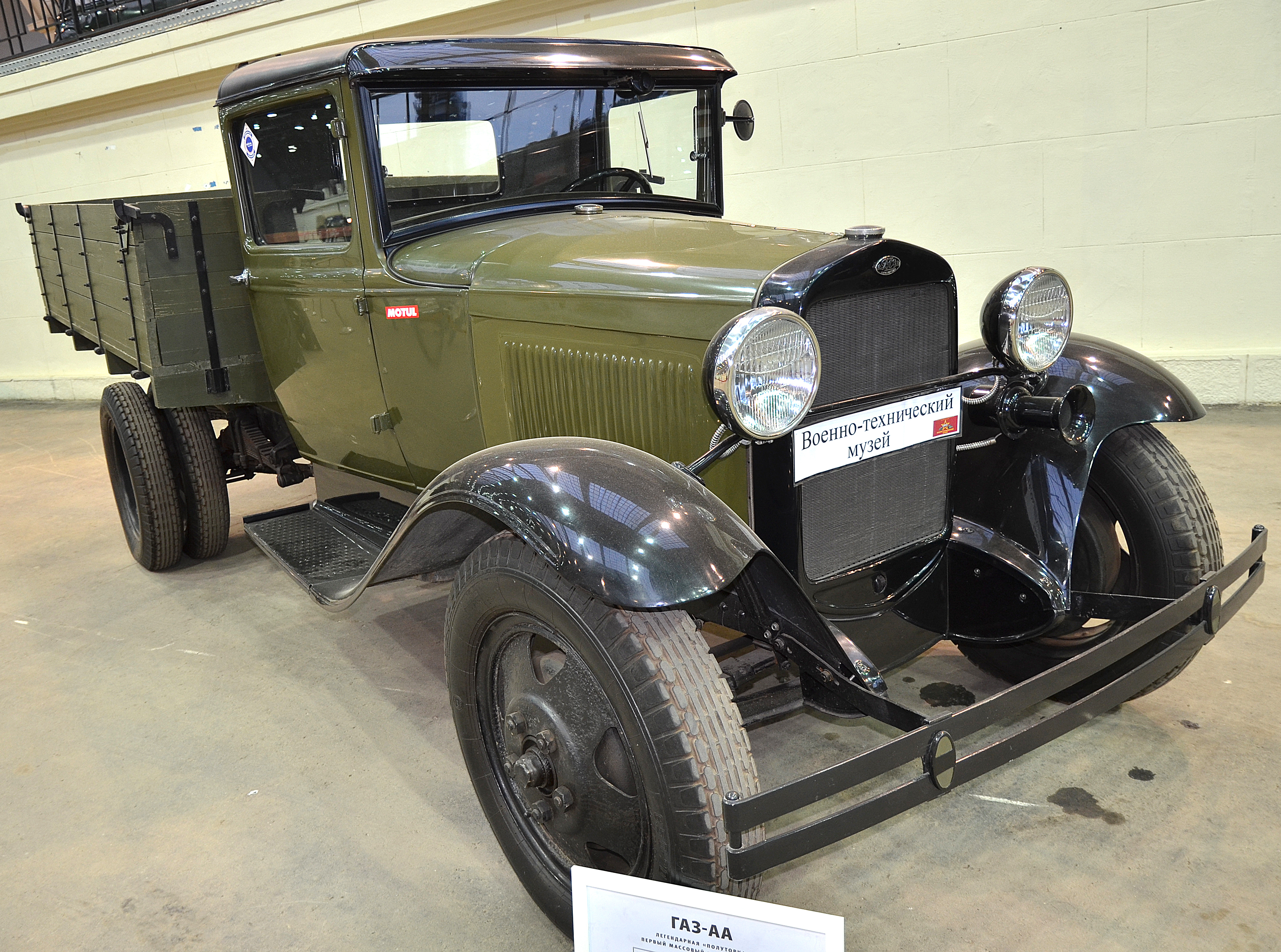
Der Standardlastwagen GAZ-AA, hier ohne Holzgasantrieb und restauriert (2014)

In den 1930er-Jahren gab es im nördlichen Teil der RSFSR nach wie vor Gebiete, die nicht hinreichend mit konventionellen Treibstoffen wie Benzin und Diesel versorgt werden konnten. Entsprechend gab es insbesondere aus der heimischen Lkw-Produktion Fahrzeuge, die stattdessen mit Holzgas angetrieben wurden. Um Holzgas zu erzeugen, wurde auf die Ladefläche ein sogenannter Holzvergaser montiert. Dabei handelt es sich um einen stählernen Kessel, in dem das Holz unter Luftabschluss erhitzt wird. Es werden brennbare Gase frei, mit denen ein Ottomotor betrieben werden kann. Holz war in den nördlichen Gebieten problemlos verfügbar. Nicht nur vom GAZ-AA gab es solche Fahrzeugversionen, auch auf Basis des ZIS-5 wurde ein Holzgaslastwagen in Masse gefertigt, der ZIS-21.
Die ersten Versuche mit dieser Antriebsart erfolgten im Fahrzeugbauinstitut NATI. Von 1935 bis 1936 wurde von einem Stahlwerk in Kleinserie 76 Gasgeneratoren des Typs W-5 gebaut, die für den Lastwagen GAZ-AA vorgesehen waren. Die Serienproduktion mit diesen Antrieben begann 1939, der Lkw wurde als GAZ-42 bezeichnet und baute auf dem gegenüber dem GAZ-AA geringfügig überarbeiteten Fahrgestell des GAZ-MM auf. Mit dem GAZ-43 gab es auch ein Modell, das mit Kohle statt Holz betrieben wurde.
Im Jahr 1942 wurden kriegsbedingte Änderungen an den Lastwagen vorgenommen. Kotflügel wurden vereinfacht, Karosserieteile aus Holz gefertigt, ein Scheinwerfer eingespart und Dächer mit Planen realisiert. 1946 wurde die Fertigung eingestellt. Bis zu diesem Zeitpunkt waren 33.840 Exemplare des GAZ-42 gebaut worden.
Abgesehen von dem enormen Vorteil, dass ein Lastwagen mit Holzvergaser unabhängig von flüssigen Treibstoffen betrieben werden kann, hatten die Fahrzeuge jedoch große Nachteile. Der Motor konnte mit Holzgas deutlich weniger Leistung erzeugen als mit Benzin. Außerdem dauert es, bis der Holzvergaser angeheizt ist und genügend Gas zum Fahren abgibt. Entsprechend wurden die Fahrzeuge mit Sicherung der Treibstoffversorgung auch im hohen Norden der Sowjetunion verdrängt. Heute ist kein erhaltenes Fahrzeug mit Holzgasantrieb mehr bekannt.

## Technische Daten
Für das Modell GAZ-42.
- Motor: Vierzylinder-Ottomotor, Antrieb durch Holzgas statt Benzin
- Leistung: 30 PS (22 kW)
- Hubraum: 3285 cm³
- Bohrung: 98,43 mm
- Hub: 107,95 mm
- Getriebe: manuelles Vierganggetriebe
- Höchstgeschwindigkeit: 50 km/h
- Reichweite: 80 km mit einer Holzfüllung
- Antriebsformel: 4×2

Abmessungen und Gewichte
- Länge: 5335 mm
- Breite: 2040 mm
- Höhe: 1970 mm
- Radstand: 3340 mm
- Bodenfreiheit: 200 mm
- Reifengröße: 6,50-20
- Zuladung: 1200 kg
- Leergewicht: 2050 kg
- Zulässiges Gesamtgewicht: 3250 kg